# Černobílý svět
Černobílý svět (v anglickém originále The Help) je dramatický film z roku 2011, jehož režie a scénáře se ujal Tate Taylor. Je inspirován stejnojmenným románem od Kathryn Stockett (2009). Hlavní role hrají Jessica Chastainová, Viola Davis, Bryce Dallas Howard, Anna Camp, Allison Janney, Octavia Spencer a Emma Stoneová.
Film měl premiéru v Severní Americe dne 10. srpna 2011. V České republice měl premiéru dne 26. ledna 2012. Vydělal přes 216 milionů dolarů celosvětově. Film získal čtyři nominace na Oscara, včetně kategorií nejlepší film, nejlepší ženský herecký výkon v hlavní roli (Viola Davis) a nejlepší ženský herecký výkon ve vedlejší roli (Chastain, Spencer, která cenu získala). Film také získal Cenu Sdružení filmových a televizních herců v kategorii nejlepší filmové obsazení.

## Obsazení

### Hlavní role
- Emma Stoneová jako Eugenia "Skeeter" Phelan (český dabing: Jitka Moučková)
- Viola Davis jako Aibileen Clark (český dabing: Irena Hrubá)
- Octavia Spencer jako Minny Jackson (český dabing: Tereza Bebarová)
- Bryce Dallas Howard jako Hilly Walters Holbrook (český dabing: Kateřina Lojdová)
- Jessica Chastainová jako Celia Rae Foote (český dabing: Ivana Korolová)
- Allison Janney jako Charlotte Phelan (český dabing: Dana Syslová)

### Vedlejší role
- Ahna O'Reilly jako Elizabeth Leefolt (český dabing: Jitka Ježková)
- Mary Steenburgen jako Elaine Stein (český dabing: Regina Řandová)
- Leslie Jordan jako pan Blackly (český dabing: Pavel Rímský)
- Chris Lowell jako Stuart Whitworth (český dabing: Libor Bouček)
- Mike Vogel jako Johnny Foote (český dabing: Jakub Saic)
- Cicely Tyson jako Constantine Bates (český dabing: Drahomíra Kočová)
- Sissy Spacek jako paní Waltersová
- Anna Camp jako Jolene French
- Brian Kerwin jako Robert Phelan
- Aunjanue Ellis jako Yule May Davis
- Ted Welch jako William Holbrook
- Wes Chatham jako Carlton Phelan
- Shane McRae jako Raleigh Leefolt
- Roslyn Ruff jako Pascagoula
- Tarra Riggs jako Gretchen
- LaChanze jako Rachel Bates
- David Oyelowo jako pastor Green
- Dana Ivey jako Grace Higginbotham
- Tiffany Brouwer jako Rebecca
- Carol Lee jako Pearly
- Carol Sutton jako Cora
- Millicent Bolton jako Callie
- Ashley Johnson jako Mary Beth Caldwell
- Nelsan Ellis jako Henry
- Shane Pengelly

## Přijetí

### Tržby
Film vydělal přes 169 milionů dolarů v Severní Americe a přes 46 milionů dolarů v dalších oblastech, celkově tak vydělal 216,6 milionů dolarů.
Za první víkend film vydělal 26 milionů dolarů a stal se druhým nejnavštěvovanějším filmem, hned za filmem Zrození Planety opic. 

### Recenze
Na recenzní stránce Rotten Tomatoes si film drží 76% z 222 profesionálních kritik s průměrným ratingem 7,02 z 10. Na stránce Metacritic si snímek drží 62 bodů ze 100 vypočítaných na základě 41 recenzí. Na Česko-slovenské filmové databázi má snímek k 21. červenci 2019 86 procent.